# Hersilia tibialis
Espèce
Hersilia tibialis est une espèce d'araignées aranéomorphes de la famille des Hersiliidae.

## Distribution
Cette espèce se rencontre au Kerala et au Tamil Nadu en Inde et au Sri Lanka,.

## Description
Le mâle mesure 7,4 mm et la femelle 9,15 mm.

## Publication originale
- Baehr & Baehr, 1993 : The Hersiliidae of the Oriental Region including New Guinea. Taxonomy, phylogeny, zoogeography (Arachnida, Araneae). Spixiana Supplement, vol. 19, p. 1-96 (texte intégral).